# Футбол у Тунісі

Футбол у Тунісі є одним з найпопулярніших видів спорту.
Футбол в Тунісі є досить сильним: туніські команди вигравали усі клубні турніри під егідою КАФ, а також були учасниками Клубного чемпіонату світу, а національна збірна Тунісу у 2004 році стала чемпіоном Африки.
Крім того, в країні проходив ряд футбольних турнірів, серед яких найбільшими були три кубка африканських націй та перший молодіжний чемпіонат світу.